# Пелымский заказник
Пелымский зоологический охотничий заказник — государственный заказник площадью 28 тысяч гектаров в Гаринском городском округе Свердловской области, в Кондинской (Пелымо-Тавдинской) низменности в нижнем правобережье реки Пелым.
Заказник организован 29 июня 1972 года для сохранения и повышения численности речного бобра и американской норки. В заказнике обитают бобёр и норка, а также соболь, лось, колонок, белка, глухарь, тетерев и др.